# 望都镇
望都镇，是中华人民共和国河北省保定市望都县下辖的一个乡镇级行政单位。

## 行政区划
望都镇下辖以下地区：
城内社区、所药社区、北关社区、曲家湾社区、振兴社区、昌盛社区、繁荣社区、南关村、东关村、韩庄村、小西堤村、彤霞村、沈庄村、小杨青庄村、北康庄村、齐庄村、谷家村、大西堤村、八里庄村、北陈庄村、辛街村、北韩庄村、龙庄村、大杨青庄村、樊家村和马家村。

## 交通
- 京广铁路：望都站